# Homoxyrrhepes
Homoxyrrhepes is een geslacht van rechtvleugeligen uit de familie veldsprinkhanen (Acrididae). De wetenschappelijke naam van dit geslacht is voor het eerst geldig gepubliceerd in 1926 door Uvarov.

## Soorten
Het geslacht Homoxyrrhepes omvat de volgende soorten:
- Homoxyrrhepes incerta Salfi, 1954
- Homoxyrrhepes punctipennis Walker, 1870